# Liste der deutschen Botschafter in Malaysia
Die Liste der deutschen Botschafter in Malaysia enthält die Botschafter der Bundesrepublik Deutschland in Malaysia.
Die deutsche Botschaft befindet sich im 26. Stockwerk des Menara Tan & Tan in Kuala Lumpur.
| Name                     | Amtszeit  |
| ------------------------ | --------- |
| Georg Vogel              | 1958–1961 |
| Horst Böhling            | 1962–1969 |
| Gerhard Fischer          | 1970–1974 |
| Hans-Joachim Hallier     | 1974–1976 |
| Willi Albert Ritter      | 1976–1980 |
| Hans Ferdinand Linsser   | 1980–1983 |
| Wolfram Dufner           | 1984–1987 |
| Wilfried Vogeler         | 1987–1994 |
| Harald Nestroy           | 1994–1998 |
| Norbert Heinrich Holl    | 1998–2001 |
| Jürgen Staks             | 2001–2004 |
| Herbert Jess             | 2004–2008 |
| Günter Gruber            | 2008–2013 |
| Holger Michael           | 2013–2017 |
| Nikolaus Graf Lambsdorff | 2017–2020 |
| Peter-Christof Blomeyer  | 2020–2025 |
| Silke Riecken-Daerr      | 2025–     |